# Eduardo Bustos Montoya
Eduardo Bustos Montoya est un footballeur argentin né le 3 octobre 1976. Il évoluait au poste d'attaquant.